# KELT-9b
Amb una temperatura diürna de més de 7,800 graus Fahrenheit (4,600 Kelvin), KELT-9b (HD 195689 b) és un exoplaneta més calent que la majoria dels estels. Però el seu estel, anomenat KELT-9, és encara més calent: un estel blau tipus A fet que probablement està desentranyant el planeta a través de l'evaporació.

## Detalls
KELT-9b és un gegant gasós (Júpiter ardent) 2.8 vegades més massiu que Júpiter, però només la meitat de dens. Els científics esperarien el planeta tingués un radi més petit, però la radiació extrema del seu estel amfitrió ha provocat que l'atmosfera del planeta s'infli com un globus.
El planeta també és inusual en el sentit que orbita perpendicularment a l'eix de rotació de l'estel. Això seria anàleg al planeta en òrbita perpendicular al plànol del nostre sistema solar. Un "any" en aquest planeta dura menys de dos dies.
A causa que el planeta està bloquejat per marees al seu estel, com l'està la lluna a la Terra, un costat del planeta sempre està orientat cap a l'estel, i un costat està en perpètua foscor. Les molècules com l'aigua, el diòxid de carboni i el metà no es poden formar durant el dia perquè són bombardejades per massa radiació ultraviolada. Les propietats del costat nocturn segueixen sent misterioses: les molècules poden formar-se allí, però probablement només temporalment.

## L'estel que orbita
L'estel amfitrió té una temperatura de 10.170 K, la qual cosa és notable, ja que els planetes en trànsit no solen detectar-se en òrbita d'estels calents; Com a referència, només sis estels de tipus A tenien planetes abans del descobriment de KELT-9b (WASP-33, un estel de tipus A amb una temperatura de 7,430 K sent la més calenta al moment del descobriment de KELT-9b), i no es coneixien estels de tipus B (més calentes que els estels de tipus A); KELT-9, classificada com a B9.5-A0 o A1 és el primer estel de tipus B (o, almenys, gairebé de tipus B) en la qual s'ha descobert un planeta.
L'estel KELT-9 té només 300 milions d'anys, que és jove en l'època dels estels. És més del doble de gran i gairebé el doble de calor que el nostre sol. Atès que l'atmosfera del planeta està constantment expulsada amb alts nivells de radiació ultravioleta, el planeta pot fins i tot estar llançant una cua de material planetari evaporat com un cometa.

## Descobriment
KELT-9b es va detectar utilitzant el Kilodegree Extremely Little Telescope i els resultats de la seva naturalesa inusual es van publicar en 2017.

## Atmosfera
Es va descobrir que el planeta tenia una atmosfera d'hidrogen àmpliament estesa. La grandària de l'atmosfera està prop del lòbul planetari de Roche, la qual cosa implica que l'atmosfera planetària està escapant a una alta taxa de pèrdua de massa. El descobriment es va realitzar provant l'absorció de la línia Balmer Hα quan el planeta està en trànsit enfront del seu estel amfitrió.
L'atmosfera del planeta és tan calent que els elements refractaris que generalment serien segrestats en molècules poden existir com a espècies atòmiques, inclòs el ferro atòmic neutre i individualment ionitzat (Fe i Fe +) i titani individualment ionitzat (Ti +).